# Estádio de Nuuk

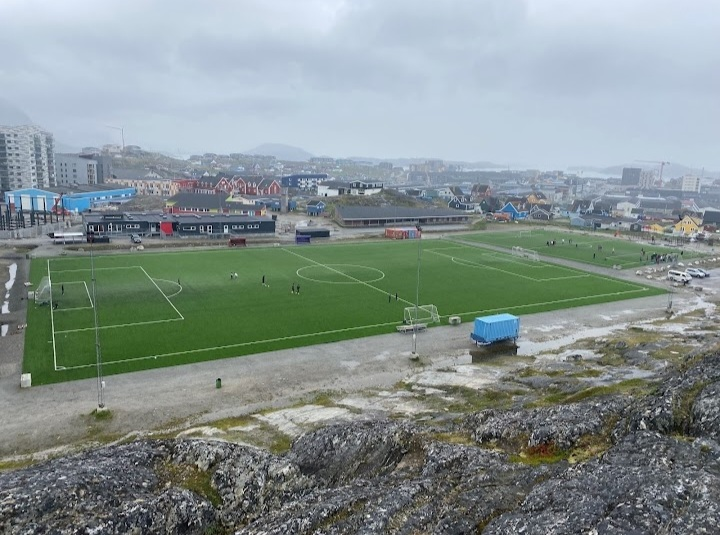
Imagem do estádio de Nuuk, na Gronelândia.

O estádio de Nuuk é um estádio multi-uso em Nuuk, a capital da Gronelândia. Atualmente é usado principalmente para jogos de futebol. O estádio tem capacidade para 2.000 pessoas. Possui também um campo de terra.
Os clubes desportivos que jogam neste estádio são: Seleção Groenlandesa de Futebol, Nuuk Idraetslag e B-67.[carece de fontes?]
O estádio também pode ser usado como local de entretenimento. A 1 de abril de 2011 foi visitado pela famosa cantora Suzi Quatro.